# Прюнье, Жерар
Жерар Александре Филиппе Прюнье (фр. Gérard Alexandre Philippe Prunier, 14 октября 1942, Нёйи-сюр-Сен, Сена, Франция) — французский и канадский (по натурализации) историк-африканист, социолог, политолог, специализирующийся на изучении истории Африканского Рога и региона Великих Африканских озёр.

## Биография

### Ранние годы и образование
Жерар Прюнье родился в Нёйи-сюр-Сене 14 октября 1942 года. Школьное образование получил в Париже. С 1961 по 1966 год учился по специальности «политология» в Институте политических исследований в Париже (при этом с 1962 по 1963 год Жерар обучался в Гарвардском университете). Затем Жерар поступил в Университет Западный Париж — Нантер-ля-Дефанс, где три года получал образование по специальности «социология».

### Дальнейшая жизнь и профессиональная деятельность
Во время учёбы в Нантере Жерар преподавал историю в средней школе в Париже. Во время студенческих беспорядков в стране в 1968 году он был арестован и с этого же года проходил военную службу в Камеруне. После увольнения из армии Жерар эмигрировал в Канаду, где в городе Нельсон (штат Британская Колумбия) работал с детьми, которые подвергались жестокому обращению. В дальнейшем от имени Международной службы Канадского университета он преподавал историю в Уганде.
В 1972 году, вскоре после установления диктатуры Иди Амина, Жерар покинул страну как политический беженец и перебрался в Танзанию. В 1974 он вернулся в Канаду и устроился на работу в Оттаве, где был социальным работником, восстанавливающим психику девочек с социальными расстройствами. Следом он работал фермером и лесорубом в Канадских Скалистых горах, где строил себе домик, однако после провала этой утопической мечты мигранта Жерар вернулся в Париж. В городе он вёл бизнес по импорту запасных частей для самолётов в Париже для самообеспечения во время подготовки к защите диссертации на доктора философии (PhD) по истории. Он защитил её в 1981 году, в Высшей школе социальных наук; темой диссертации был «Индийский вопрос в Уганде (1894—1972)» (фр. La question indienne en Ouganda (1894—1972)). В следующем году Жерар вступил во Французскую социалистическую партию, которую покинул в 1994 году из-за решительного несогласия с её политикой в руандийском кризисе. После он консультировал солдат, принимавших участие в операции «Turquoise».
В 1984 году Жерар был принят в 33, африканский отдел многопрофильной французской организации Национальный центр научных исследований. В этом качестве он 25 лет работал в Центральной и Восточной Африке, специализируясь в основном на межнациональных конфликтах и междоусобицах, анализируя их как новые социально экономические и политические явления, которые были связаны с долгосрочными историческими проблемами. За этот период им было опубликовано около 180 научных статей и примерно такое же количество отчётов о деятельности, а также ряд книг.
С 2001 по 2006 год Жерар работал в МИД Франции, руководя Французским центром эфиопских этюдов в Аддис-Абебе. В сентябре 2009 года он вышел на обязательную пенсию, не имея возможности отказаться от неё, и стал проводить независимые лекции, писать книги и статьи и преподавать самостоятельно.
Жерар свободно владеет французским, английским и испанским, а также достаточно хорошо итальянским и немецким, базово арабским и суахили.